# Барним X
Барним Х (XII) Младший (15 февраля 1549 или 15 февраля 1549, Вольгаст, Мекленбург-Передняя Померания — 1 сентября 1603, Штеттин) — герцог (князь) Дарловский (1569—1600), Бытувский и Буковский (1573—1600), Штеттинский (1600—1603).

## Биография
Представитель династии Грифичей. Пятый сын Филиппа I (1515—1560), герцога Померанского (1531—1532), Щецинского (1531—1532) и Вольгастского (1532—1560), и Марии Саксонской (1515—1583).
В 1568 году Барним окончил Виттенбергский университет, где изучал теологию. Во время обучения он находился под присмотром маршала Эвальда Массова и периодически исполнял функции ректора университета.
В 1569 году во время раздела Вольгастского княжества между братьями Барним получил во владение Дарлово. В 1573 году после смерти своего двоюродного дяди Барнима IX Благочестивого он унаследовал города Бук и Бытув.
Ещё в 1569 году рассматривалась возможность вступления герцога Барнима в брак с польской принцессой Анной Ягеллонкой (1523—1596), дочерью Сигизмунда Старого. Переговоры о браке вел замке Драхим референдарий коронный Станислав Седзивой Чарнковский, но они закончились безрезультатно. Поморские князья добивались передачи им ряда польских пограничных территорий. Анна Польская владела рядом староств: Члухувское, Драхимское, Пильское, Пуцкое, Тухольское, Уйское и Валецкое. Польская сторона предлагала приданое — 400 тысяч польских злотых, но отказывалась делать территориальные уступки поморским князьям.
В конце концов 3 октября 1581 года Барним женился на Анне Марии Бранденбургской (1567—1618), дочери курфюрста Иоганна Георга Бранденбургского от второго брака с Сабиной Бранденбург-Ансбахской. 8 октября состоялась свадьба в предместье Берлина. Анна-Мария прибыла в Померанию в феврале 1582 года.
В феврале 1600 года после смерти своего бездетного старшего брата, герцога Штеттина Иоанна Фридриха, Барним Младший унаследовал Штеттинское герцогство. Он передал Дарлово, Бук и Бытув своему младшему брату Казимиру VII, а сам переехал в Щецин.
1 сентября 1603 года 54-летний герцог Барним Младший скончался в Штеттине, не оставив после себя потомства. Он был погребен в замковой церкви Святого Отто 18 октября 1603 года. После смерти Барнима щецинский престол унаследовал его младший брат Казимир VII, который правил только несколько недель.